# Роуз, Стивен
Стивен Питер Расселл Роуз (англ. Steven Peter Russell Rose; 4 июля 1938, Лондон — 9 июля 2025) — британский биолог, почётный профессор биологии и нейробиологии в Открытом университете и Грешем-колледже Лондонского университета. Известен исследованиями в области генетики, нейробиологии, теории эволюции, а также научно-популярными трудами.

## Биография
Родился в Лондоне. Его воспитывали как ортодоксального иудея, но, по его словам, он решил стать атеистом в восьмилетнем возрасте.
Учился биохимии в Королевском колледже в Кембридже и нейробиологии в Институте психиатрии Королевского колледжа в Лондоне. Стал самым молодым профессором и заведующим кафедрой в Великобритании, когда в 1969 году был назначен на должность профессора биологии в недавно основанный Открытый университет. В Открытом университете создал Группу исследования мозга, в рамках которой вместе с коллегами исследовал биологические процессы формирования памяти и лечения болезни Альцгеймера, о чем опубликовал около 300 научных статей и рецензий.
Автор нескольких научно-популярных и регулярный корреспондент газеты «The Guardian». В 1999—2002 годах читал публичные лекции в качестве профессора медицины в Грешем-колледже в Лондоне. Его труды принесли ему множество наград и премий. В 2012 году Британская ассоциация неврологии наградила его пожизненной премией «За выдающийся вклад в нейробиологию».
Умер 9 июля 2025 года в возрасте 87 лет.
Его младший брат — Николас Роуз, профессор социологии в Лондонской школе экономики и политических наук. Женат на социологе Хиллари Роуз, с которой вместе работал в Грешем-колледже, а также написал и редактировал ряд книг.

## Политические взгляды
The Guardian описывает Роуза как «левого публициста». Его друг и соавтор Патрик Бейтсон писал, что Роуз «может быть одним из последних марксистских радикальных учёных», добавив, что «Стивен не всегда прав, но он всегда был очень смел в том, о чём он говорил». В сочетании научной деятельности с политическим активизмом он рассматривается как преемник традиции социалиста и кристаллографа Дж. Д. Бернала.